# Wahlergebnisse in Ilmenau
Ilmenau ist eine Stadt in Thüringen mit etwa 39.000 Einwohnern. Im Folgenden werden Wahlergebnisse in Ilmenau seit 1990 dargestellt, berücksichtigt werden dabei nur Ergebnisse ab 1,0 % der abgegebenen gültigen Stimmen. Beim Vergleich der Werte ist zudem zu beachten, dass durch mehrere Eingemeindungen nach Ilmenau 1993 und 1994 sowie 2018 und 2019 das Wahlgebiet nicht deckungsgleich geblieben ist, sondern sich stark vergrößert hat.

## Übersicht der berücksichtigen Parteien und Wählergruppen
- AfD: Alternative für Deutschland
- atgl: Wählergruppe Antennengemeinschaft Langewiesen, nur bei Stadtratswahlen in Ilmenau angetreten
- BSW: Bündnis Sahra Wagenknecht
- Bürgerbündnis: Wählergruppe Bürgerbündnis, nur bei Stadtratswahlen in Ilmenau angetreten, seit 2019 in einer gemeinsamen Liste mit Bündnis 90/Die Grünen
- CDU: Christlich Demokratische Union Deutschlands
- dieBasis: Basisdemokratische Partei Deutschland
- Die PARTEI: Partei für Arbeit, Rechtsstaat, Tierschutz, Elitenförderung und basisdemokratische Initiative
- DVU: Deutsche Volksunion
- FAMILIE: Familien-Partei Deutschlands
- FDP: Freie Demokratische Partei
- Freie Wähler: bei Kommunalwahlen Wählergruppe, bei Stadtratswahlen in Ilmenau als Freie Wählergemeinschaft Ilmenau (FWG) und bei Kreistagswahlen im Ilm-Kreis als Freie Wählergemeinschaft Ilm-Kreis (FWG IK) angetreten; bei Landes-, Bundes- und Europawahlen als Freie Wähler (Partei) angetreten
- Grüne: Bündnis 90/Die Grünen
- Ilmenau Direkt: Wählergruppe, nur bei Stadtratswahlen in Ilmenau angetreten
- NPD: Nationaldemokratische Partei Deutschlands
- REP: Die Republikaner
- PDS / Die Linke: bis 2004 Partei des Demokratischen Sozialismus, dann in der Partei Die Linke aufgegangen
- Piraten: Piratenpartei Deutschland
- SPD: Sozialdemokratische Partei Deutschlands
- Pro Bockwurst: Wählergruppe Pro Bockwurst (Initiative für Bildung, Wissenschaft und die Manifestierung der Bockwurst als Kulturgut), nur bei Stadtratswahlen in Ilmenau angetreten
- Statt: Statt Partei
- Tierschutzpartei: Partei Mensch Umwelt Tierschutz
- Volt: Volt Deutschland

## Übersicht über die Wahlergebnisse seit 1990
Die CDU dominierte bis etwa 2019 die Kommunal- und Landespolitik in Ilmenau und stellte zudem bis 2018 auch den Oberbürgermeister. Sie hat in den letzten Jahren Stimmverluste hinnehmen müssen und belegt bei einigen Wahlen nur noch den zweiten Platz. Spätestens mit dem erstmaligen Verzicht des Oberbürgermeisters auf eine Scheinkandidatur im Jahr 2014 und den damit einhergehenden Stimmverlusten sind selbst einfache Mehrheiten im Stadtrat ohne die Unterstützung anderer Fraktionen nicht mehr realisierbar. Binnen 15 Jahren ist auf kommunaler Ebene ein Rückgang des relativen Stimmenanteils von etwa 45 % auf 25 % zu verzeichnen.
Die AfD konnte zu den Mehrfachwahlen 2019 und 2024 jeweils deutliche Zugewinne erzielen und konkurriert inzwischen mit der CDU um den ersten Platz. Dabei fällt auf, dass sie seit den Landtagswahlen 2019 bei Landes-, Bundes- und Europawahlen die führende Partei ist, bei den Kommunalwahlen hingegen deutlich hinter diesen Ergebnissen zurückbleibt und in etwa gleichauf mit der CDU liegt.
Die SPD spielt in der Kommunal- und Landespolitik nur eine recht geringe Rolle. War sie in den ersten Wahlen nach 1990 noch zweitstärkste Kraft, musste sie diese Stellung in den letzten Wahlen an die Linkspartei abgeben. Einzig auf der Ebene der Bundestagswahl profitierte sie eine Zeit lang vom Personalisierten Verhältniswahlrecht, welches die Herausbildung zweier starker Parteien fördert. Bis 1998 dominierte noch die CDU in den Bundestagswahlen, danach dominierte die SPD, bis sie diese Stellung 2009 wieder an die CDU abgeben musste. Dem Bundes- und Landestrend folgend erzielte die SPD auf kommunaler Ebene im Jahr 2019 ihr schlechtestes Ergebnis und kann im Stadtrat keine eigene Fraktionsstärke mehr aufweisen.
Die Ergebnisse der Linkspartei sind sehr wechselhaft. Ihre Werte stiegen bis etwa 2005 an, gingen bis 2009 aber teilweise wieder zurück. Nach erneuten Steigerungen bei den Wahlen 2013 und 2014 sinken ihre Werte seitdem wieder, einzig bei der Landtagswahl 2019 konnte mit 34,0 % ihr bislang bestes Ergebnis erzielt werden. Seit 2012 ist die von der Linkspartei aufgestellte parteilose Petra Enders Landrätin im Ilm-Kreis.
Die Freien Wähler sind auf kommunalpolitischer Ebene aktiv und verstehen sich dort vor allem als eher bürgerliche und konservative Wahlalternative zur CDU. Sie weisen über die Jahre leicht schwankende Wahlergebnisse auf.
Die Grünen erzielten in den letzten Wahlen in Ilmenau stets hohe Ergebnisse, die deutlich über dem ostdeutschen Durchschnitt liegen. Ihre Hauptwählerschaft in Ilmenau besteht aus dem Umfeld der Technischen Universität. Im Stadtrat bilden sie zumeist mit anderen Parteien eine gemeinsame Fraktion.
Die FDP spielte bis 2009 in der Ilmenauer Politik keine prägende Rolle. Seitdem ist sie auf Grund von Stimmengewinnen und dem Wegfall der Fünf-Prozent-Hürde in Stadtrat und Kreistag vertreten.
Die Initiative für Bildung, Wissenschaft und die Manifestierung der Bockwurst als Kulturgut (Pro Bockwurst) wurde 2009 aus dem Umfeld der Technischen Universität gegründet und ist seitdem ebenfalls im Stadtrat vertreten. Sie setzt sich vor allem für eine modernere, von Mitbestimmung geprägte Kommunalpolitik ein. Im Jahr 2014 konnte die Initiative erstmals mit eigener Fraktionsstärke (drei gewählte Kandidaten) in den Stadtrat einziehen. Durch die Fraktionsgemeinschaft (BBW) mit dem Bürgerbündnis wurde in der Legislaturperiode 2014–2019 die drittstärkste Fraktion im Stadtrat gebildet. Im November 2018 wurde ihr Fraktionsvorsitzender Daniel Schultheiß zum Oberbürgermeister gewählt, 2024 erfolgte seine Wiederwahl. Zur Stadtratswahl 2019 konnte die Wählergemeinschaft erneut Stimmengewinne verzeichnen. Sie bildete mit SPD und Ilmenau Direkt eine Fraktionsgemeinschaft. Bei der Stadtratswahl 2024 gab es erstmals Stimmenverluste, die Wählergemeinschaft stellt seitdem wieder eine eigene Fraktion.
Die NPD schneidet in Ilmenau in Wahlen meist schlechter als im Landesdurchschnitt ab. Bei einigen Wahlen gelang es ihr nicht, eine Liste aufzustellen und anzutreten. Ihre Ergebnisse kamen bisher nicht über 3 % hinaus.

## Wahlen zum Stadtrat der Stadt Ilmenau
Der Stadtrat von Ilmenau hatte bis zur 2014 beginnenden Wahlperiode 30 Mitglieder, nach der deutlichen Vergrößerung Ilmenaus 2018 und 2019 wurde für die 2019 beginnende Wahlperiode ein Stadtrat mit 40 Mitgliedern gewählt und seit der 2024 beginnenden Wahlperiode hat der Stadtrat 36 Mitglieder. Stimmberechtigt ist neben den Mitgliedern des Stadtrates auch der Ilmenauer Oberbürgermeister.
| Partei / Liste                          | 2004   | 2009   | 2014   | 2019   | 2024   |
| --------------------------------------- | ------ | ------ | ------ | ------ | ------ |
| CDU                                     | 45,8 % | 39,4 % | 33,7 % | 25,0 % | 26,5 % |
| PDS/Die Linke                           | 24,3 % | 19,5 % | 22,7 % | 13,7 % | 11,0 % |
| SPD                                     | 11,2 % | 10,6 % | 11,6 % | 8,7 %  | 6,8 %  |
| Grüne/Bürgerbündnis                     | 11,1 % | 9,5 %  | 6,5 %  | 9,0 %  | 7,0 %  |
| Freie Wähler                            | 7,7 %  | 10,5 % | 12,5 % | 9,8 %  | 4,7 %  |
| Pro Bockwurst                           | –      | 6,4 %  | 9,6 %  | 12,0 % | 10,2 % |
| FDP                                     | –      | 4,1 %  | 3,5 %  | 3,1 %  | 1,5 %  |
| AfD                                     | –      | –      | –      | 14,1 % | 26,3 % |
| Ilmenau Direkt                          | –      | –      | –      | 3,7 %  | 6,0 %  |
| atgl (Antennengemeinschaft Langewiesen) | –      | –      | –      | 1,1 %  | –      |
| Wahlbeteiligung                         | 47,8 % | 52,3 % | 49,3 % | 60,2 % | 66,2 % |
| Quellen                                 | [ 1 ]  | [ 2 ]  | [ 3 ]  | [ 4 ]  | [ 5 ]  |

## Wahlen zum Kreistag des Ilm-Kreises
| Partei          | 2004   | 2009   | 2014   | 2019   | 2024   |
| --------------- | ------ | ------ | ------ | ------ | ------ |
| CDU             | 43,4 % | 38,7 % | 33,6 % | 27,0 % | 29,1 % |
| PDS/Die Linke   | 29,9 % | 25,3 % | 32,8 % | 18,2 % | 12,5 % |
| SPD             | 12,0 % | 12,0 % | 11,7 % | 9,4 %  | 8,7 %  |
| Freie Wähler    | 5,7 %  | 10,6 % | 9,4 %  | 10,8 % | 9,1 %  |
| Grüne           | 7,0 %  | 7,9 %  | 8,9 %  | 12,8 % | 9,4 %  |
| FDP             | 2,0 %  | 5,5 %  | 3,5 %  | 4,2 %  | 2,2 %  |
| AfD             | –      | –      | –      | 17,7 % | 29,0 % |
| Wahlbeteiligung | 47,5 % | 52,1 % | 49,2 % | 60,1 % | 66,1 % |
| Quellen         | [ 6 ]  | [ 7 ]  | [ 8 ]  | [ 9 ]  | [ 10 ] |

## Wahlen zum Thüringer Landtag
Nachdem Ilmenau bei der Landtagswahl 1990 dem Landtagswahlkreis 38 Ilmenau I zugeordnet war, gehört die Stadt seit 1994 dem Landtagswahlkreis 22 Ilm-Kreis I an.
| Partei           | 1999   | 2004   | 2009   | 2014   | 2019   | 2024   |
| ---------------- | ------ | ------ | ------ | ------ | ------ | ------ |
| CDU              | 52,4 % | 40,0 % | 27,4 % | 30,0 % | 19,5 % | 22,3 % |
| PDS/Die Linke    | 22,6 % | 28,7 % | 30,1 % | 32,1 % | 34,0 % | 15,4 % |
| SPD              | 16,4 % | 15,1 % | 17,3 % | 10,9 % | 7,5 %  | 6,1 %  |
| Freie Wähler     | –      | 1,6 %  | 4,8 %  | 1,5 %  | –      | 1,2 %  |
| Grüne            | 2,2 %  | 7,5 %  | 9,7 %  | 7,8 %  | 6,4 %  | 4,7 %  |
| FDP              | –      | 2,9 %  | 6,7 %  | 2,4 %  | 4,4 %  | 1,0 %  |
| AfD              | –      | –      | –      | 9,7 %  | 22,8 % | 31,6 % |
| DVU              | 3,9 %  | –      | –      | –      | –      | –      |
| REP              | –      | 1,3 %  | –      | –      | –      | –      |
| NPD              | –      | 1,1 %  | 3,4 %  | 2,3 %  | –      | –      |
| Piratenpartei    | –      | –      | –      | 2,2 %  | –      | –      |
| Die PARTEI       | –      | –      | –      | –      | 1,8 %  | –      |
| TIERSCHUTZ hier! | –      | –      | –      | –      | –      | 1,0 %  |
| Wahlbeteiligung  | 61,7 % | 54,9 % | 56,3 % | 54,2 % | 66,6 % | 74,9 % |
| Quellen          | [ 11 ] | [ 12 ] | [ 13 ] | [ 14 ] | [ 15 ] | [ 16 ] |

## Wahlen zum Deutschen Bundestag
Ilmenau gehörte bei den Wahlen zum Deutschen Bundestag von 1990, 1994 und 1998 dem Bundestagswahlkreis 307 Suhl – Schmalkalden – Ilmenau – Neuhaus an und wurde dann dem Bundestagswahlkreis Gotha – Ilm-Kreis zugeordnet. Dieser Wahlkreis hatte bei den Wahlen 2002 und 2005 die Kennung 193, bei den Wahlen von 2009 bis 2021 die Kennung 192 und trägt ab der Wahl 2025 die Kennung 191.
| Partei           | 2005   | 2009   | 2013   | 2017   | 2021   | 2025   |
| ---------------- | ------ | ------ | ------ | ------ | ------ | ------ |
| CDU              | 23,8 % | 27,5 % | 35,3 % | 25,7 % | 14,6 % | 17,4 % |
| PDS/Die Linke    | 26,1 % | 29,0 % | 22,8 % | 19,0 % | 12,8 % | 16,4 % |
| SPD              | 31,1 % | 17,3 % | 17,2 % | 14,0 % | 23,1 % | 8,7 %  |
| Freie Wähler     | –      | –      | 1,3 %  | 1,3 %  | 2,1 %  | 1,5 %  |
| Grüne            | 6,8 %  | 8,0 %  | 6,8 %  | 7,0 %  | 9,3 %  | 6,1 %  |
| FDP              | 7,1 %  | 8,8 %  | 2,6 %  | 7,9 %  | 8,3 %  | 2,8 %  |
| AfD              | –      | –      | 7,4 %  | 18,2 % | 22,9 % | 36,5 % |
| Piratenpartei    | –      | 6,1 %  | 4,2 %  | 0,8 %  | –      | –      |
| Die PARTEI       | –      | –      | –      | –      | 1,6 %  | –      |
| dieBasis         | –      | –      | –      | –      | 1,5 %  | –      |
| Tierschutzpartei | –      | –      | –      | –      | 1,2 %  | –      |
| BSW              | –      | –      | –      | –      | –      | 9,5 %  |
| Wahlbeteiligung  | 76,3 % | 66,9 % | 70,3 % | 75,7 % | 76,1 % | 81,1 % |
| Quellen          | [ 17 ] | [ 18 ] | [ 19 ] | [ 20 ] | [ 21 ] | [ 22 ] |

## Wahlen zum Europäischen Parlament
Seit den Wahlen zum Europäischen Parlament 1994 gehört Ilmenau dem Wahlkreis 70 Ilm-Kreis an.
| Partei           | 2004   | 2009   | 2014   | 2019   | 2024   |
| ---------------- | ------ | ------ | ------ | ------ | ------ |
| CDU              | 33,0 % | 28,9 % | 26,6 % | 21,1 % | 20,1 % |
| PDS/Die Linke    | 28,0 % | 25,8 % | 24,2 % | 14,5 % | 6,4 %  |
| SPD              | 15,8 % | 13,7 % | 18,7 % | 10,3 % | 8,1 %  |
| Freie Wähler     | –      | 1,9 %  | 2,0 %  | 2,3 %  | 1,6 %  |
| Grüne            | 9,2 %  | 8,5 %  | 7,9 %  | 11,2 % | 6,0 %  |
| FDP              | 4,3 %  | 7,0 %  | 2,1 %  | 4,1 %  | 1,9 %  |
| AfD              | –      | –      | 8,6 %  | 21,7 % | 29,4 % |
| Piratenpartei    | –      | 2,2 %  | 2,8 %  | 1,0 %  | –      |
| Die PARTEI       | –      | –      | 1,1 %  | 4,3 %  | 3,0 %  |
| FAMILIE          | –      | –      | –      | –      | 1,0 %  |
| Tierschutzpartei | –      | –      | –      | –      | 1,1 %  |
| Volt             | –      | –      | –      | –      | 2,5 %  |
| BSW              | –      | –      | –      | –      | 14,4 % |
| Wahlbeteiligung  | 54,8 % | 52,4 % | 50,1 % | 61,8 % | 63,0 % |
| Quellen          | [ 23 ] | [ 24 ] | [ 25 ] | [ 26 ] | [ 27 ] |